# Władysława Nowogórska
Władysława Nowogórska (ur. 18 lipca 1933 w Grodnie) – polska artystka fotograf. Członkini Związku Polskich Artystów Fotografików. Członkini Zarządu Gorzowskiego Towarzystwa Fotograficznego.

## Życiorys
Władysława Nowogórska związana z gorzowskim środowiskiem fotograficznym – mieszka w Gorzowie Wielkopolskim od 1945 roku. Ukończyła Technikum Chemiczne uczęszczając do klasy o profilu fotograficznym. Od 1951 roku była pracownikiem laboratorium fotograficznego Zakładów Włókien Chemicznych Chemitex Stilon w Gorzowie Wielkopolskim, gdzie m.in. opracowywała dokumentację fotograficzną z działalności przedsiębiorstwa. W 1962 roku została członkinią Gorzowskiego Towarzystwa Fotograficznego, gdzie w latach 1973–1975 pełniła funkcję członka Zarządu oraz członka komisji artystycznej. W ramach działalności w GTF – w 1969 roku była współorganizatorką Gorzowskich Konfrontacji Fotograficznych. Miejsce szczególne w twórczości Władysławy Nowogórskiej zajmuje fotografia architektury, fotografia krajobrazowa, pejzażowa, fotografia przyrodnicza oraz fotografia przemysłowa, fotografia portretowa, fotografia ludzi w kontekście ich życia codziennego.
Władysława Nowogórska jest autorką i współautorką wielu wystaw fotograficznych; indywidualnych i zbiorowych, poplenerowych oraz pokonkursowych; krajowych i międzynarodowych – w Polsce i za granicą. Jej fotografie były prezentowane m.in. w Kanadzie, Niemczech, Rumunii. Otrzymała wiele akceptacji, nagród, wyróżnień, dyplomów i listów gratulacyjnych. Uczestniczy w pracach jury wielu konkursów fotograficznych. W 1978 roku została przyjęta w poczet członków Okręgu Wielkopolskiego Związku Polskich Artystów Fotografików (legitymacja nr 514).
Współpracowała z lokalnymi czasopismami – m.in. z Gazetą Zielonogórską, Ziemią Gorzowską. Od 1993 roku była fotoreporterem pisma kulturalno-artystycznego Lamus.

## Odznaczenia
- Srebrny Krzyż Zasługi (1983)
- Medal 40-lecia Polski Ludowej (1984)
- Odznaka „Zasłużony Działacz Kultury” (1985)

Źródło